# Apichatpong Weerasethakul
Apichatpong Weerasethakul (en thaï : อภิชาติพงศ์ วีระเศรษฐกุล, /ʔàpʰítɕʰâːtpʰōŋ wīːrásèːttʰàkūn/), né le 16 juillet 1970 à Bangkok, est un réalisateur, scénariste, producteur et artiste contemporain thaïlandais.
Apichatpong Weerasethakul est l'un des principaux réalisateurs de la (seconde) nouvelle vague du cinéma thaïlandais qui commence à partir de 1997 (et qui inclut Pen-ek Ratanaruang, Nonzee Nimibutr et Wisit Sasanatieng et quelques autres).

## Biographie
Apichatpong Weerasethakul passe ses vingt-quatre premières années à la campagne, à Khon Kaen dans le nord-est de la Thaïlande, où ses parents sont médecins dans un hôpital.
Enfant, il va régulièrement voir des films dans les très nombreuses salles de cinémas de Khon Kaen (le cinéma Rama, le Raja, le Prince, le Kaen Kham, etc.), en particulier pour écouter le plus célèbre doubleur d'Isan, Somsak Songwonsuk (surnommé « Konchanat » ou « Monsieur Konjanard ») qui fait les voix, les dialogues et les bruitages en direct des films projetés qui n'ont pas de bande son.
Il étudie à l'université de Khon Kaen et obtient un diplôme en architecture en 1994, ce qu'il dit l'avoir influencé par la suite. Ensuite, il part à 24 ans de chez parents pour étudier aux États-Unis et il obtient un master en beaux-arts de l'Art Institute de Chicago en 1997.
Il a commencé à réaliser des courts métrages dès 1993. Depuis le début des années 1990, il tourne des films documentaires ou expérimentaux centrés principalement sur des habitants et des régions modestes de la Thaïlande.
En 1999, Weerasethakul fonde Kick the Machine pour développer et promouvoir ses propres projets et ceux d'autres réalisateurs thaïlandais indépendants.
En 2000, son premier long métrage Dokfa nai meuman (Mysterious Object at Noon) mêle des images documentaires et des passages narratifs improvisés. Le film est basé sur le principe du cadavre exquis inventé par les surréalistes.
Entre 2002 et 2006, il réalise trois longs métrages formant une trilogie sur ce qui lui tient à cœur : Blissfully Yours sur sa passion pour le cinéma, Tropical Malady sur sa sexualité et ses peurs, et Syndromes and a Century sur ses parents médecins. Les deux premiers sont présentés au Festival de Cannes en 2002 et 2004, et le troisième à la Mostra de Venise en 2006.
En plus de ses projets en tant que cinéaste, Apichatpong travaille également sur des courts métrages, des projets vidéo et des installations. Pour le Festival international du film de Jeonju, il a été commissionné dans le projet Three Digital Short Films, qu'il a partagé avec deux autres réalisateurs asiatiques. Son film était intitulé Wordly Desires. Shin'ya Tsukamoto du Japon a réalisé Haze et Song Il-gon de Corée du Sud a créé Magicien(s).
En 2005, Apichatpong a été consultant pour le projet Tsunami Digital Short Films, 13 films commissionnés par le Bureau pour l'Art contemporain et la Culture du ministère de la Culture thaïlandais. Ces films devaient rendre hommage aux victimes du tsunami et permettre aux artistes de réinterpréter ce tragique événement. Le film d'Apichatpong s'intitulait Ghost of Asia, réalisé en collaboration avec l'artiste cinéaste française Christelle Lheureux.
En 2009, Primitive Projectprésentée parallèlement au musée d'art moderne de la ville de Paris et à Liverpool se remémore les affrontements sanglants à Nabua qui ont opposé civils et forces de l'ordre lors de la Guerre Froide, quand on tentait d'éradiquer toute trace de communisme chez les villageois. En 2012, l'exposition Primitive est présentée au Jim Thompson Art Center à Bangkok.
Dans les années 2000, il milite également contre la censure du cinéma en Thaïlande,. Il s'est même déclaré en 2011 en faveur du téléchargement illégal : la seule alternative pour contourner la censure qu'exercent les autorités de son pays. Des scènes en apparences anodines, comme celles de bonzes jouant de la guitare ou d'un docteur et d'une doctoresse buvant de l'alcool et s'embrassant sont impitoyablement amputées par les ciseaux de la censure. Après plusieurs vives discussion avec les censeurs, le cinéaste Apichatpong a d'ailleurs préféré renoncer à projeter certains de ces films en Thaïlande plutôt que d'en montrer des versions incomplètes...
Apichatpong Weerasethakul est considéré comme un réalisateur majeur du début du XXIe siècle : les Cahiers du cinéma classent Tropical Malady troisième film le plus important des années 2000-2009, la cinémathèque de Toronto considère que Syndromes and a Century est le meilleur film de la décennie (Tropical Malady et Blissfully Yours obtenant respectivement les sixième et treizième places).
Au festival de Cannes 2008, il fait partie du jury présidé par Sean Penn.
Après avoir reçu le prix Un certain regard en 2002 pour Blissfully Yours et le prix du jury pour Tropical Malady en 2004, le cinéaste obtient la Palme d'or du Festival de Cannes 2010 pour son film Oncle Boonmee, celui qui se souvient de ses vies antérieures. Il obtient de nouveau le prix du jury pour Memoria au Festival de Cannes 2021.
En février 2023, Apichatpong Weerasethakul passe une quinzaine de jours dans un pays d'Asie du Sud à poser les jalons de ce qui devrait être son prochain film, un film avec son actrice favorite Jenjira Pongpas. Librement inspiré du roman de science-fiction Les Fontaines du paradis d'Arthur C. Clarke, le projet se déroulerait au Sri Lanka, et plus particulièrement autour de la ville ancienne de Sigiriya.

## Philosophie

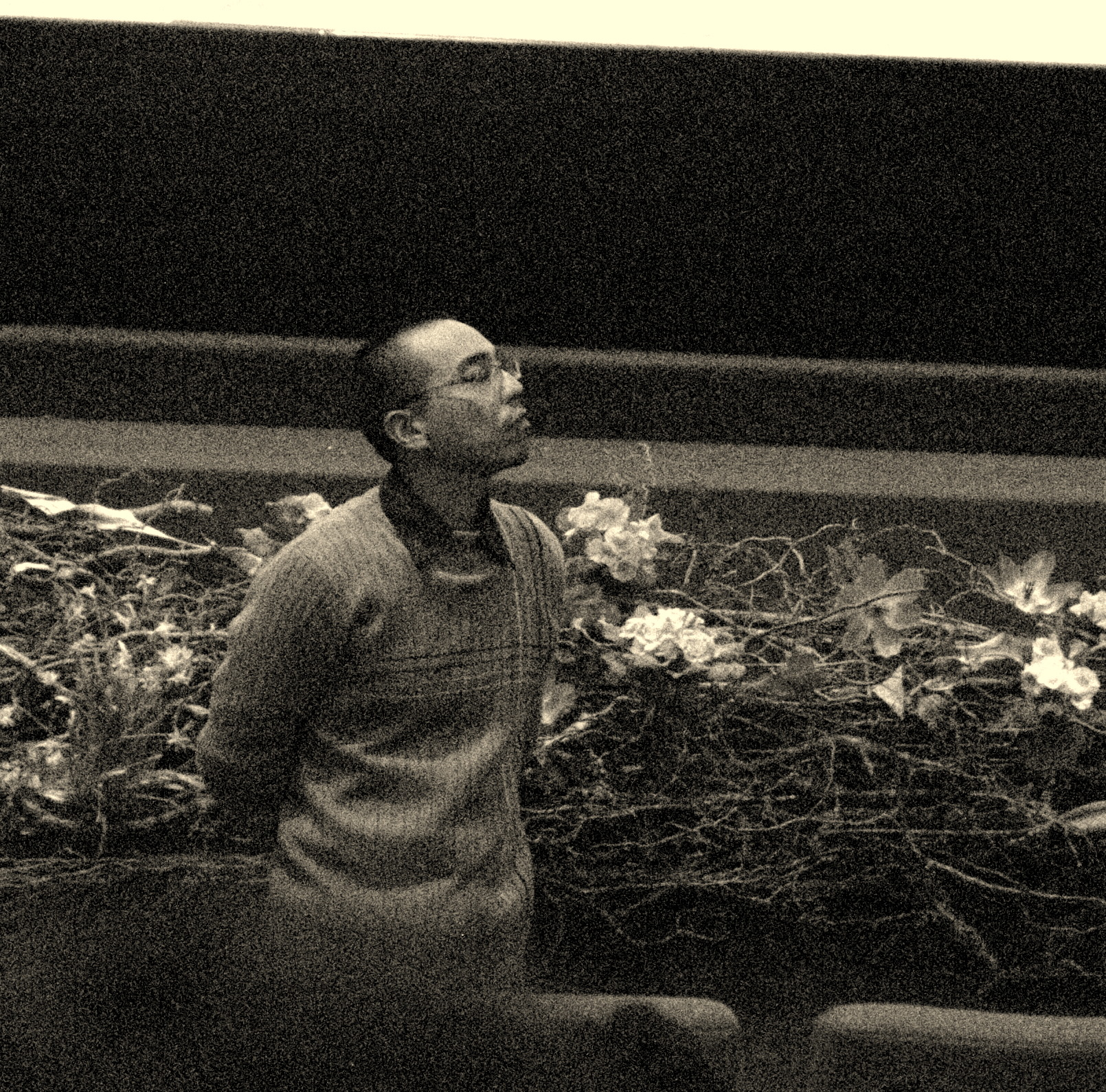
Apichatpong Weerasethakul au Festival international du film de Fribourg (Suisse) en 2007.

Apichatpong Weerasethakul mêle dans ses vidéos une large palette de références, de pensée bouddhiste et de culture populaire.
Le cinéaste travaille la mémoire comme une matière fluide, hantée par les problématiques et le désir qui nous habitent tous mais aussi par la mémoire de la répression des révoltes populaires et guérillas, et par la recherche de mises en relations inédites entre humains et non-humains.
Le cinéma d’Apichatpong Weerasethakul a fait l’objet d’une analyse dans Fabulations nocturnes: Écologie, vitalité et opacité dans le cinéma d’Apichatpong Weerasethakul (2017). L’ouvrage examine comment ses films redéfinissent la perception du temps, la subjectivité et l’expérience écologique en articulant un ethos de l’opacité et du devenir collectif.
Au-delà de l'aspect plastique de ses œuvres, il y expose souvent une vision critique de la société thaïlandaise actuelle.
Dans certains de ses films, Weerasethakul respecte peu une succession chronologique de l'action. Il arrive ainsi que "l'intrigue" se répète à partir du milieu du film dans un contexte complètement bouleversé : de la société humaine à la jungle dans Tropical Malady, d'un hôpital ancien à un autre très moderne dans Syndromes and a Century.
Ses œuvres aiment partir d'une histoire évoquant un quotidien banal pour basculer dans une imagerie poétique, onirique et mythologique. Le cinéaste cultive le goût du mystère et de la lenteur dans un style contemplatif inclassable qui confronte souvent le moderne à l'archaïque. Son cinéma illustre en réalité la part irrationnelle du désir, les vies multiples de l'homme et le voyage des âmes. En 2020, Weerasethakul réalise en Colombie Memoria avec Tilda Swinton, un film où les spectateurs "habitent de plain-pied dans un monde qui a établi en douceur ses propres règles de fonctionnement. Un monde construit avec une multiplicité de présences et d'absences qui, ensemble, ne cessent d'ouvrir vers des récits, des émotions, des souvenirs, des sensations selon Jean-Michel Frodon.
De plus, le cinéaste laisse, dans ses vidéos, une grande place à la nature, notamment à la jungle. On le ressent aussi bien par l'image que par le son. Par exemple, on peut remarquer le brouhaha sonore apporté par la nature au début de Tropical Malady obscurcissant la voix des acteurs, de coutume mise au premier plan.
En 2020 et 2021, les revendications et manifestations des jeunes et des étudiants en Thaïlande sont une source importante d'inspiration pour Apichatpong Weerasethakul.

## Filmographie partielle

### Longs métrages

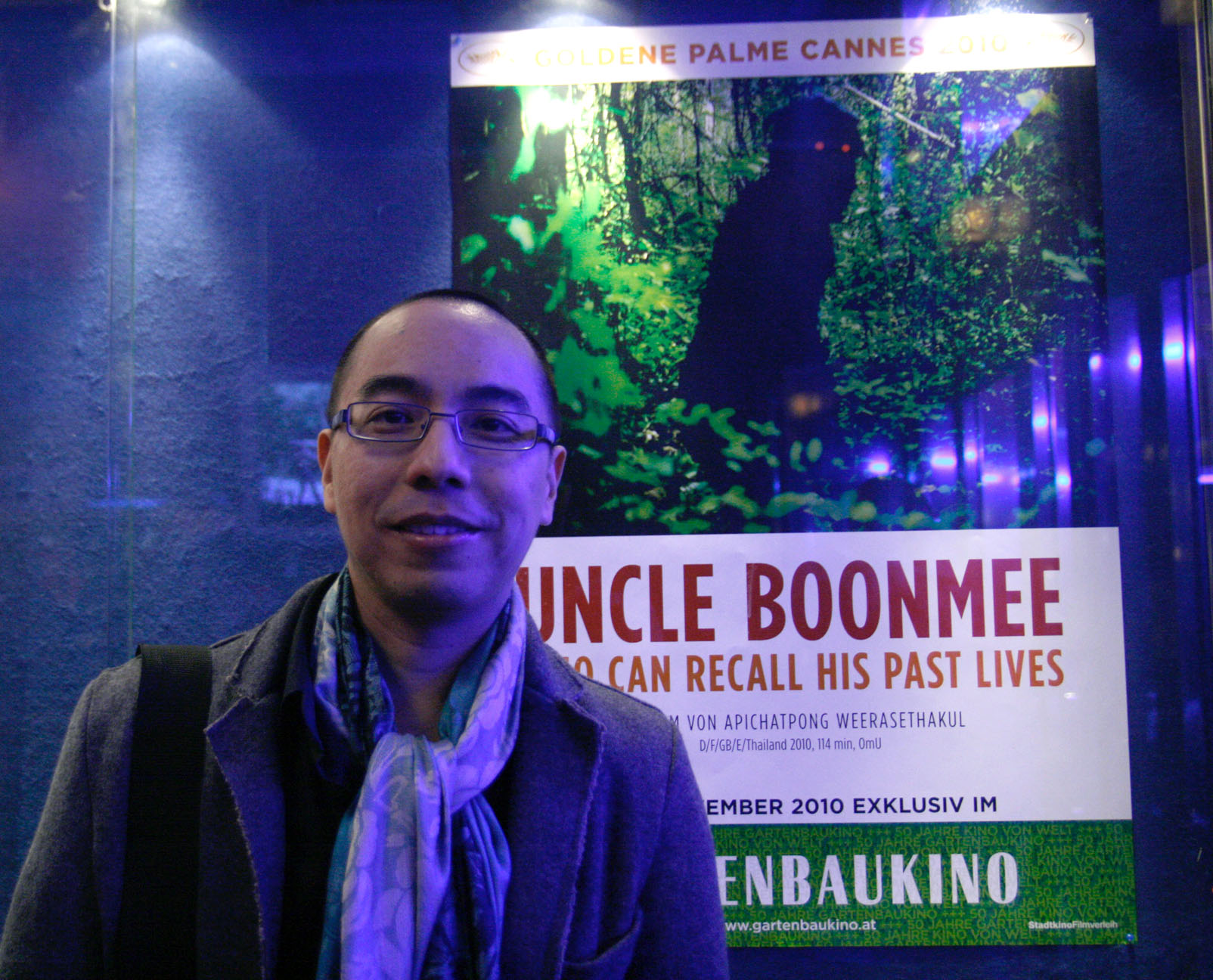
Apichatpong Weerasethakul devant l'affiche dOncle Boonmee (Viennale, le 21 octobre 2010).

- 2000 : Mysterious Object at Noon (ดอกฟ้าในมือมาร, Dokfa nai meuman)
- 2002 : I-San Special (คืนพระจันทร์เต็มดวง) (Idée : Apichatpong Weerasethakul ; réalisateur : Mingmongkol Sonakul[30])[31]
- 2002 : Blissfully Yours (สุดเสน่หา, Sud sanaeha)
- 2003 : The Adventure of Iron Pussy (หัวใจทรนง, Hua jai tor ra nong)
- 2004 : Tropical Malady (สัตว์ประหลาด, Sud pralad)
- 2006 : Syndromes and a Century (แสงศตวรรษ, Sang sattawat)
- 2010 : Oncle Boonmee, celui qui se souvient de ses vies antérieures (ลุงบุญมีระลึกชาติ, Lung Boonmee raluek chat)[32]
- 2012 : Mekong Hotel (แม่โขงโฮเต็ล, moyen métrage)
- 2015 : Cemetery of Splendour (รักที่ขอนแก่น, Rak ti Khon Kaen)
- 2018 : Ten Years Thailand (en)[33],[34],[35]- segment[36]
- 2021 : Memoria[37]

### Courts et moyens métrages, installations vidéo et contributions artistiques
- Bullet (1993)
- 0116643225059 (1994)[38]

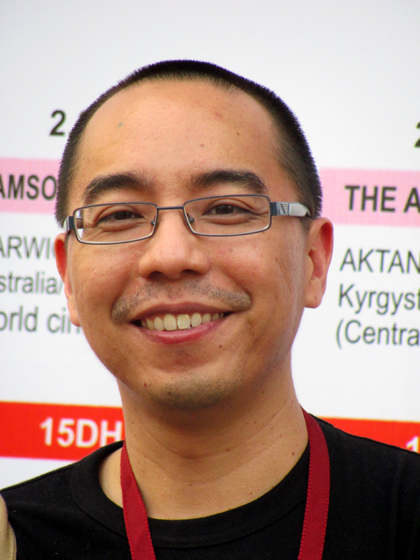
Apichatpong Weerasethakul (2010).

- Cuisine et Chambre à coucher (1994)
- Like the Relentless Fury of the Pounding Waves (1996)[39]
- Rice Artist Michael Shaowanasai's Performance (1996)
- 100 ans de Cinéma thaïlandais (pour la Thai Cinema Foundation, 1997)
- thirdworld (1998)
- The Lungara Eating Jell-O (pour Les artistes du Monde pour le Tibet, 1998)
- Windows (1999)
- Malee and the Boy (1999)
- Boys at Noon (2000)
- Boys at Noon / Girls at Night (2000)
- Haunted Houses Project: Thailand (pour la Biennale d'Istanbul, 2001)
- Secret Love Affair (pour Tirana) (2001)
- Narratives: Masumi Is a PC Operator / Fumiyo Is a Designer / I Was Sketching / Swan's Blood (pour Intercross Creative Center, 2001)
- Second Love in Hong Kong, coréalisé avec Christelle Lheureux (2002)
- Golden Ship (pour Memlingmuseum, 2002)
- This and Million More Lights (pour 46664, 2003)
- GRAF: Tong / Love Song / Tone (2004)
- It Is Possible That Only Your Heart Is Not Enough to Find You a True Love: True Love in Green / True Love in White (pour la Biennale de Busan, 2004)
- Worldly Desires (pour le Festival international du film de Jeonju, 2004)
- Ghost of Asia, coréalisé avec Christelle Lheureux (pour le Project de Films Courts Tsunami, 2005)[40]
- Waterfall (pour Solar Cinematic Art Gallery/Festival international du film de Curtas Vila do Conde, 2006)
- Faith (de FACT/Biennale de Liverpool, 2006)
- The Anthem (pour LUX[Lequel ?]/Frieze Art Fair, 2006)
- Unknown Forces (pour REDCAT, 2007)
- Luminous People (dans L'État du monde, 2007)
- Because (2007)
- My Mother's Garden (pour Christian Dior, 2007)
- Meteorites (pour les films courts pour le 80e anniversaire du roi Bhumibol Adulyadej, 2007)
- The Palace (pour le Museum du Palais National, 2007)
- Emerald (2007)
- Life on Mars (pour le Carnegie International, 2008)
- Mobile Men (pour le film collectif Stories On Human Rights (es), 2008)[41]
- Vampire (pour Louis Vuitton, 2008)
- Phantoms of Nabua (pour le Festival international du film de Toronto, 2009)[42]
- Primitive (projet multiplateformes pour le musée d'Art moderne de Paris, 2009)[43]
- A letter to Uncle Boonmee (2009)[44]
- Dreamworld (texte pour l'ouvrage photographique de Léo Fabrizio, Editions JRP-Ringier, 2010)
- Fever Room[45], 2016, Théâtre Nanterre-Amandiers[46] (France)[47]
- Sleepcinemahotel, 2017, (Rotterdam)[48]
- Blue[49], 2018[50], 3e scène de l'Opéra de Paris[51]
- Periphery of the night, 2021[52], Institut d'art contemporain de Villeurbanne[53]
- January Stories, 2024
- A Conversation with the Sun (VR), 2022, Triennale d'Aichi, Japon

### Producteur
- 2013 : Concrete Clouds (ภวังค์รัก), film réalisé par Lee Chatametikool[54]

## Distinctions

### Décoration
- Commandeur de l'ordre des Arts et des Lettres (2017). Il est promu Commandeur des Arts et des Lettres en 2017 par le ministère de la Culture français[55],[56]. Chevalier de 2014.

### Récompenses
- Festival de Cannes 2002 : Prix Un certain regard pour Blissfully Yours
- Festival de Cannes 2004 : Prix du jury pour Tropical Malady
- Festival du film asiatique de Deauville 2007 : Lotus d'Or (Prix du meilleur film) pour Syndromes and a Century[57]
- Festival de Cannes 2010 : Palme d'or pour Oncle Boonmee, celui qui se souvient de ses vies antérieures
- Asia Pacific Screen Awards 2015 : meilleur film pour Cemetery of Splendour
- Bildraurch Ring of Film Art 2016 : meilleure réalisation pour Cemetery of Splendour
- Prix Artes Mundi 2019
- Festival de Cannes 2021 : Prix du jury pour Memoria[58],[59]

## Expositions
Du 2 octobre 2024 au 6 janvier 2025, sous l'intitulé Des lumières et des ombres, le Centre Pompidou consacre à son œuvre un ensemble de manifestations.

## Publications
- Homes, sous la direction d'Antoine Thirion, Éditions de L'Œil[62].

## Bandes originales de ses films
En 2016, une sélection des bandes sonores de ses films a été compilée par Akritchalerm Kalayanamitr et Koichi Shimizu dans un album appelé Metaphors, :
1. Reverberation (Syndromes and a Century / FAITH) 05:10 ; 2. Straight (Tropical Malady) 04:29 ; 3. Dawn of Boonmee (Uncle Boonmee Who Can Recall His Past Lives) 06:12 ; 4. Sharjah and Java (Dilbar / Morse Beat Roar / Ablaze) 13:57 ; 5. Mekong Hotel (Mekong Hotel) 02:53 ; 6. The Anthem (Anthem) 02:27 ; 7. Jenjira's River (Fever Room) 04:09 ; 8. Smile (Syndromes and a Century) 02:30 ; 9. Intimacy (Syndromes and a Century) 02:42 ; 10. Memory of the Future (Syndromes and a Century) 08:01 ; 11. For Tonight (For Tomorrow For Tonight) 02:56 ; 12. Roar (Tropical Malady) 08:32 ; 13. Destiny (Cemetery of Splendour) 02:56 ; 14. Acrophobia (Syndromes and a Century) 04:28